# Vaprio d’Agogna
Vaprio d’Agogna – miejscowość i gmina we Włoszech, w regionie Piemont, w prowincji Novara.
Według danych na rok 2004 gminę zamieszkiwało 948 osób, 94,8 os./km².